# Дебай, Петер
Пе́тер Йо́зеф Вильге́льм Деба́й (англ. Peter Joseph Wilhelm Debye, нидерл. Petrus Josephus Wilhelmus Debije; 24 марта 1884, Маастрихт, Нидерланды — 2 ноября 1966, Итака, США) — нидерландский физик и физикохимик, лауреат Нобелевской премии по химии (1936) и других наград, член многих академий наук и научных обществ.
С именем Дебая связан ряд крупных достижений в теоретической и экспериментальной физике, физической химии, математике. Он предложил модель твёрдого тела, на основе которой объяснил поведение удельной теплоёмкости при низких температурах; характерная температура, ниже которой существенное значение приобретают квантовые эффекты, получила название температуры Дебая. Он теоретически описал влияние тепловых колебаний кристаллической решётки на дифракцию рентгеновских лучей (фактор Дебая — Валлера), совместно с Паулем Шеррером разработал порошковый метод рентгеноструктурного анализа и использовал методы рентгеновского рассеяния для исследования структуры жидкостей и отдельных молекул. Дебай впервые наблюдал дифракцию света на ультразвуке и использовал метод рассеяния света для исследования структуры молекул (в том числе полимеров) и критических явлений. Он развил дипольную теорию диэлектриков, на основе которой объяснил их дисперсионные свойства и некоторые аспекты межмолекулярных взаимодействий. Совместно с Эрихом Хюккелем он разработал теорию слабых растворов сильных электролитов, на основе которой объяснил зависимость коэффициентов активности и проводимости от концентрации. Среди прочих достижений Дебая — разработка метода перевала для вычисления некоторых интегралов специального вида; новый способ вывода формулы Планка; создание квантовой теории нормального эффекта Зеемана; теоретическое объяснение эффекта Комптона; предложение способа достижения низких температур методом адиабатического размагничивания.

## Биография

### Маастрихт — Ахен (1884—1906)

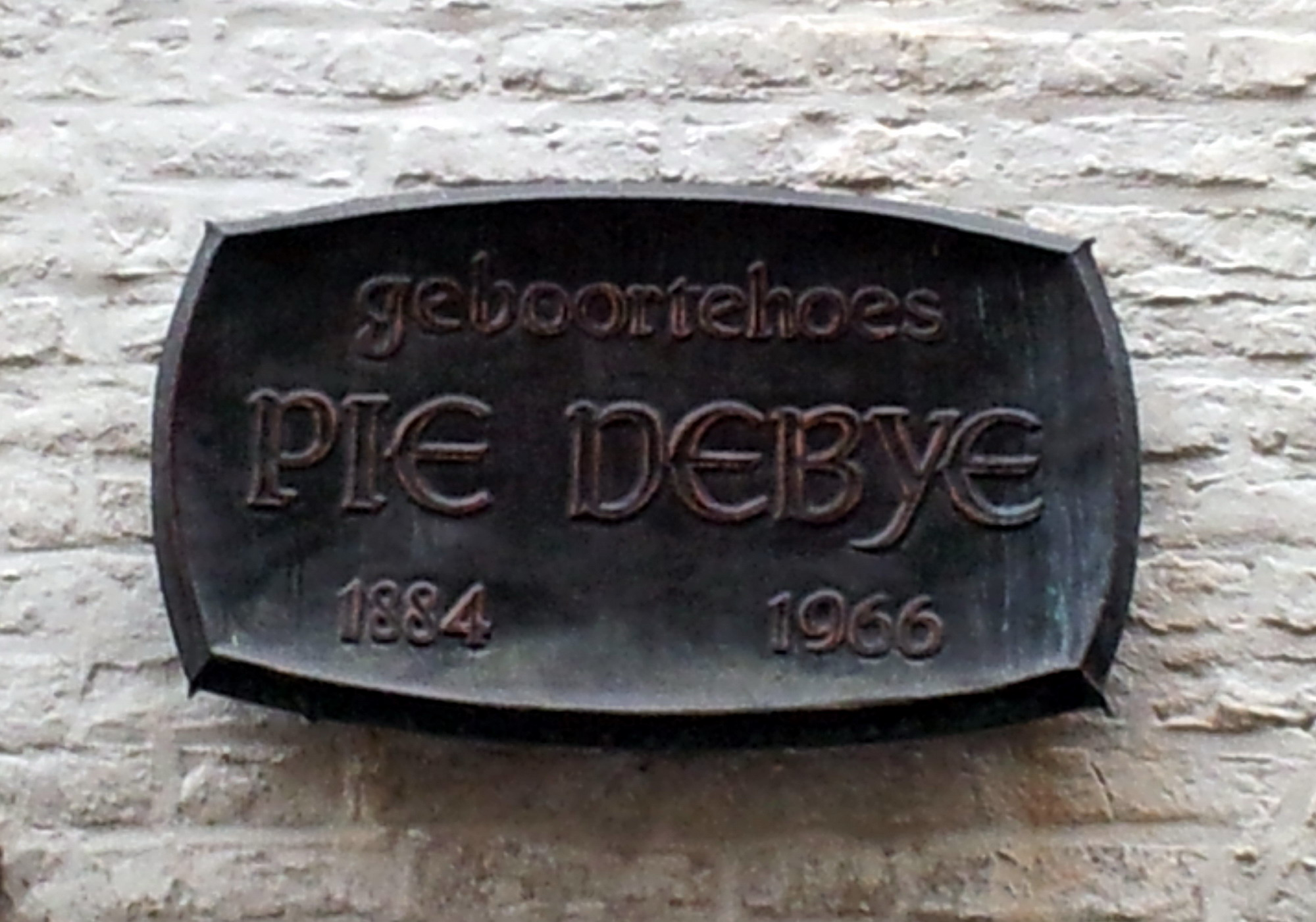
Мемориальная табличка на доме, где родился Дебай

Петер Дебай (Дебейе) появился на свет 24 марта 1884 года в Маастрихте (провинция Лимбург, Нидерланды). Отец будущего учёного, Йоаннес Вильгельмус Дебейе (Joannes Wilhelmus Debije, 1859—1937), был рабочим или мастером (Werkmeister) в мануфактуре, выпускавшей металлические изделия. Мать, Мария Анна Барбара Реймкенс (Maria Anna Barbara Ruemkens, 1859—1940), в течение многих лет трудилась кассиром в театре, который был важным культурным центром города и завсегдатаем которого был маленький Петер. Через четыре года после рождения сына в семье появился второй ребёнок — девочка, которую назвали Каролиной.
Известно, что в раннем детстве Дебай разговаривал почти исключительно на местном наречии, которым продолжал пользоваться на протяжении всей жизни (например, в переписке с друзьями). По мнению биографа учёного Мэнсела Дэвиса, дух независимости по отношению к остальным Нидерландам, присущий жителям Лимбурга, и регулярные семейные экскурсии в различные города Европы способствовали формированию характера Дебая — независимого и не подверженного влиянию национализма.
Начальное образование Дебай получил в местной католической школе, а в возрасте двенадцати лет поступил в высшую гражданскую школу (Hogere Burgerschool) в Маастрихте и учился в ней в течение пяти лет. В ходе выпускных экзаменов он показал себя лучшим учеником во всей провинции Лимбург, получив высший балл (10) по геометрии, механике, физике, естественной истории и космографии, 9 — по химии и нидерландскому языку, 8 — по алгебре, тригонометрии, черчению, географии, французскому и немецкому языкам. Однако в школе не изучались древние языки (греческий и латинский), поэтому путь к университетскому образованию был для юноши закрыт.
Дебай получил работу в маргариновой фирме Юргенса, позже ставшей частью компании Unilever, но так и не начал там трудиться: родители решили, что ему следует продолжать учёбу и что, несмотря на свои скромные доходы, они обеспечат ему такую возможность. Выбор стоял между Делфтским техническим университетом и Высшей технической школой в Ахене. Стоимость обучения и близость к дому определили выбор в пользу Ахена. Здесь среди его учителей были известные физики — экспериментатор Макс Вин и теоретик Арнольд Зоммерфельд. По завершении обучения, в 1905 году, Дебай защитил дипломную работу по электротехнике, теоретически решив задачу о токах Фуко в прямоугольном проводнике. Однако к этому времени его уже интересовала не столько электротехника, сколько теоретическая физика. Зоммерфельд немедленно распознал способности своего студента и, когда представилась возможность выбрать себе ассистента, остановился на кандидатуре Дебая. К ахенскому периоду, по-видимому, относится и изменение в написании фамилии молодого учёного: в работах, написанных не на голландском языке, он практически неизменно стал подписываться Debye вместо Debije.

### От Мюнхена до Берлина (1906—1939)

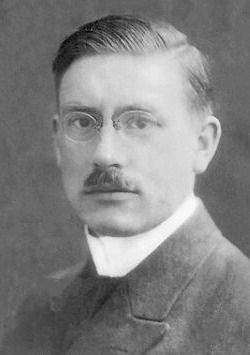
Петер Дебай в 1912 году

В 1906 году Дебай последовал за Зоммерфельдом в Мюнхенский университет, где в июле 1908 года защитил докторскую диссертацию под названием «О радуге» (нем. Über den Regenbogen), посвящённую некоторым проблемам теории дифракции электромагнитных волн.
В 1910 году Дебай прошёл процедуру хабилитации и стал приват-доцентом, а весной следующего года получил приглашение занять должность профессора теоретической физики Цюрихского университета, освободившуюся после ухода Альберта Эйнштейна. Последний очень высоко оценивал своего преемника и в октябре 1912 года писал Зоммерфельду: «Я жду от него [Дебая] очень многого, потому что в нём глубокое понимание физики сочетается с редкой математической одарённостью».
Уже весной 1912 года Дебай вернулся на родину и занял пост профессора математической физики и теоретической механики Утрехтского университета, что было связано, вероятно, с желанием экспериментально проверить некоторые свои идеи. Хотя утрехтские годы оказались весьма плодотворными и включают написание важных статей по дисперсии диэлектриков и дифракции рентгеновских лучей, надежды заняться экспериментальной работой не оправдались, и уже в сентябре 1914 года учёный переехал в Гёттинген.
За год до этого, в апреле 1913 года, он женился на Матильде Альберер (Matilde Alberer, 1887—1977), дочери мюнхенского домовладельца, у которого Дебай в своё время снимал жильё. У пары было двое детей — сын Петер Пауль Рупрехт Дебай (Peter Paul Rupprecht Debye, 1916—2012), который стал впоследствии физиком-экспериментатором и помогал отцу в некоторых исследованиях, и дочь Матильда Мария Дебай-Заксингер (Mathilde Maria Debye-Saxinger, 1921—1991).
Инициатором приглашения Дебая в Гёттинген стал знаменитый математик Давид Гильберт, который смог оценить способности молодого учёного во время конференции по кинетической теории материи, состоявшейся в местном университете в апреле 1913 года. Должность профессора теоретической и экспериментальной физики и руководство Физическим институтом (с февраля 1916 года) подразумевали определённые перспективы в плане проведения лабораторных опытов. Отказаться от приглашения было невозможно и по той причине, что в Гёттингене Дебай попадал в компанию выдающихся исследователей: помимо Гильберта, это были математики Феликс Клейн, Эдмунд Ландау, Герман Вейль, Карл Рунге, Рихард Курант и физики Вольдемар Фойгт, Эмиль Вихерт, Теодор фон Карман и другие.
В 1920 году Дебай вернулся в Цюрих (это было во многом связано с тяжёлым экономическим состоянием послевоенной Германии), где занял престижный пост директора Физического института при Высшей технической школе; по его настоянию были обновлены оборудование лабораторий и лекционные курсы, начал регулярную работу научный семинар. Примерно в это же время он стал редактором одного из ведущих европейских физических журналов Physikalische Zeitschrift, в котором было опубликовано большое количество его собственных работ.

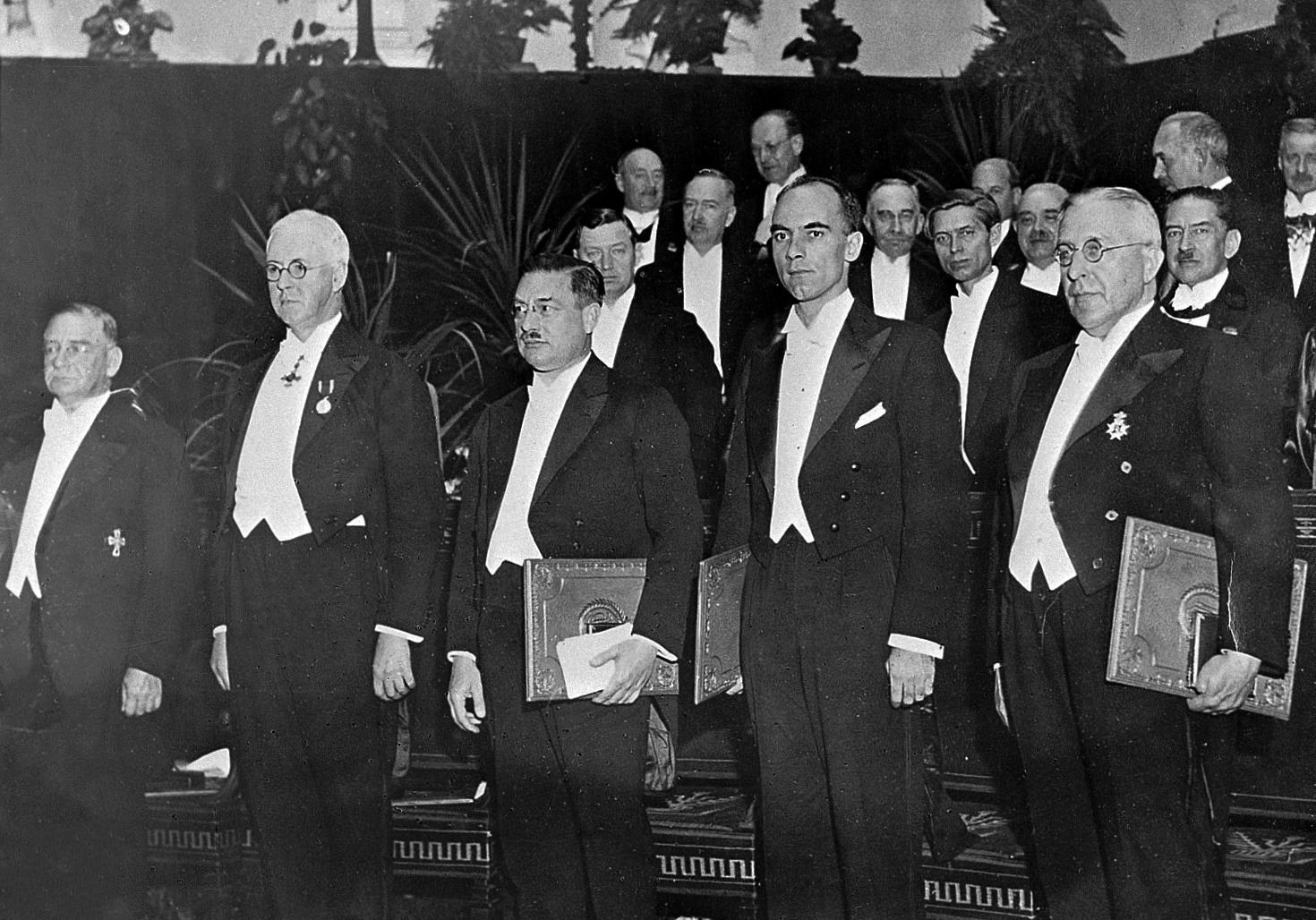
Нобелевские лауреаты 1936 года на вручении наград в Стокгольме. Слева направо: Отто Лёви, Генри Дейл, Петер Дебай, Карл Андерсон и Виктор Гесс

В сентябре 1927 года Дебай покинул Цюрих, чтобы стать профессором экспериментальной физики и директором Физического института при Лейпцигском университете. Его коллегой по университету был знаменитый физик-теоретик Вернер Гейзенберг, который много лет спустя вспоминал: «Дебай имел некоторую склонность не напрягаться по поводу окружающего. Он не принадлежал к тому типу учёных, которые приходят в лабораторию рано утром и не покидают её раньше полуночи. Из своей комнаты в институте я часто мог видеть, как он гуляет по своему саду и поливает розы даже в рабочее время. Но в центре его интересов была, несомненно, наука».
В конце 1933 года Макс Планк, тогдашний президент Общества кайзера Вильгельма, предложил Дебаю занять пост директора Института физики, существовавшего в рамках Общества. Дебай ответил согласием, однако из-за затянувшихся переговоров с властями и Рокфеллеровским фондом, финансировавшим строительство и оборудование здания института, лишь в октябре 1935 года переехал в Берлин и официально вступил в должность; одновременно он занял пост профессора Берлинского университета. Строительство завершилось весной 1938 года; по инициативе директора институту было присвоено имя Макса Планка. Ещё до этого, в 1936 году, Дебай был награждён Нобелевской премией по химии «за вклад в наше понимание молекулярной структуры посредством исследований дипольных моментов и дифракции рентгеновских лучей и электронов в газах» (for his contributions to our knowledge of molecular structure through his investigations on dipole moments and on the diffraction of X-rays and electrons in gases). Хотя к тому моменту вся его карьера была связана с должностями профессора физики, его работы во многом способствовали устранению разрыва между физикой и химией. Сам он неоднократно с удовлетворением отмечал свою принадлежность к обеим наукам.
Современники отмечали полную аполитичность Дебая, желавшего закончить начатую в Берлине работу по обустройству института и отвергавшего поступавшие в то время предложения перебраться за границу. Однако остаться в стороне от событий, происходивших в 1930-е годы в Германии, было невозможно. После начала Второй мировой войны власти решили усилить секретность и уведомили Дебая, что он не сможет посещать свою лабораторию до тех пор, пока не примет германского гражданства. После его отказа учёному было рекомендовано оставаться дома и работать над книгой. В конце 1939 года Дебай получил девятимесячный оплачиваемый отпуск и в январе 1940 года покинул страну, отправился сначала в Швейцарию, затем в Италию и, наконец, из Генуи отплыл в Нью-Йорк. Его жена присоединилась к нему позже, а сын к тому моменту уже около полугода находился в США.

### В Америке (1939—1966)
Формальным поводом для приезда в США стало приглашение прочитать цикл Бейкеровских лекций на химическом факультете Корнеллского университета. В мае 1940 года Германия вторглась в Нидерланды, поэтому в июле Дебай решил остаться в Корнелле и принять предложение возглавить химический факультет; при этом формально он оставался директором берлинского Института физики (без жалования) до окончания войны, когда Общество кайзера Вильгельма было преобразовано в Общество Макса Планка. Корнелл стал последним местом работы в его долгой карьере. В 1946 году учёный получил американское гражданство, в 1950 году он ушёл в отставку с поста декана, в 1952 — с должности профессора химии, однако, получив звание почетного профессора, до самого конца жизни продолжал заниматься наукой. Он читал лекции и давал консультации в различных городах США, а также обычно дважды в год совершал путешествия в Европу. В апреле 1966 года в аэропорту имени Кеннеди, откуда Дебай собирался начать очередную поездку, у него случился сердечный приступ. Хотя уже через месяц он вернулся к научной деятельности и преподаванию, вскоре ему пришлось вновь лечь в больницу. Учёный продолжал интересоваться работой своей лаборатории до последних дней жизни. Он скончался 2 ноября 1966 года и был похоронен на кладбище Плезант-гроув (Каюга-хайтс, округ Томпкинс, штат Нью-Йорк).

### Личные качества

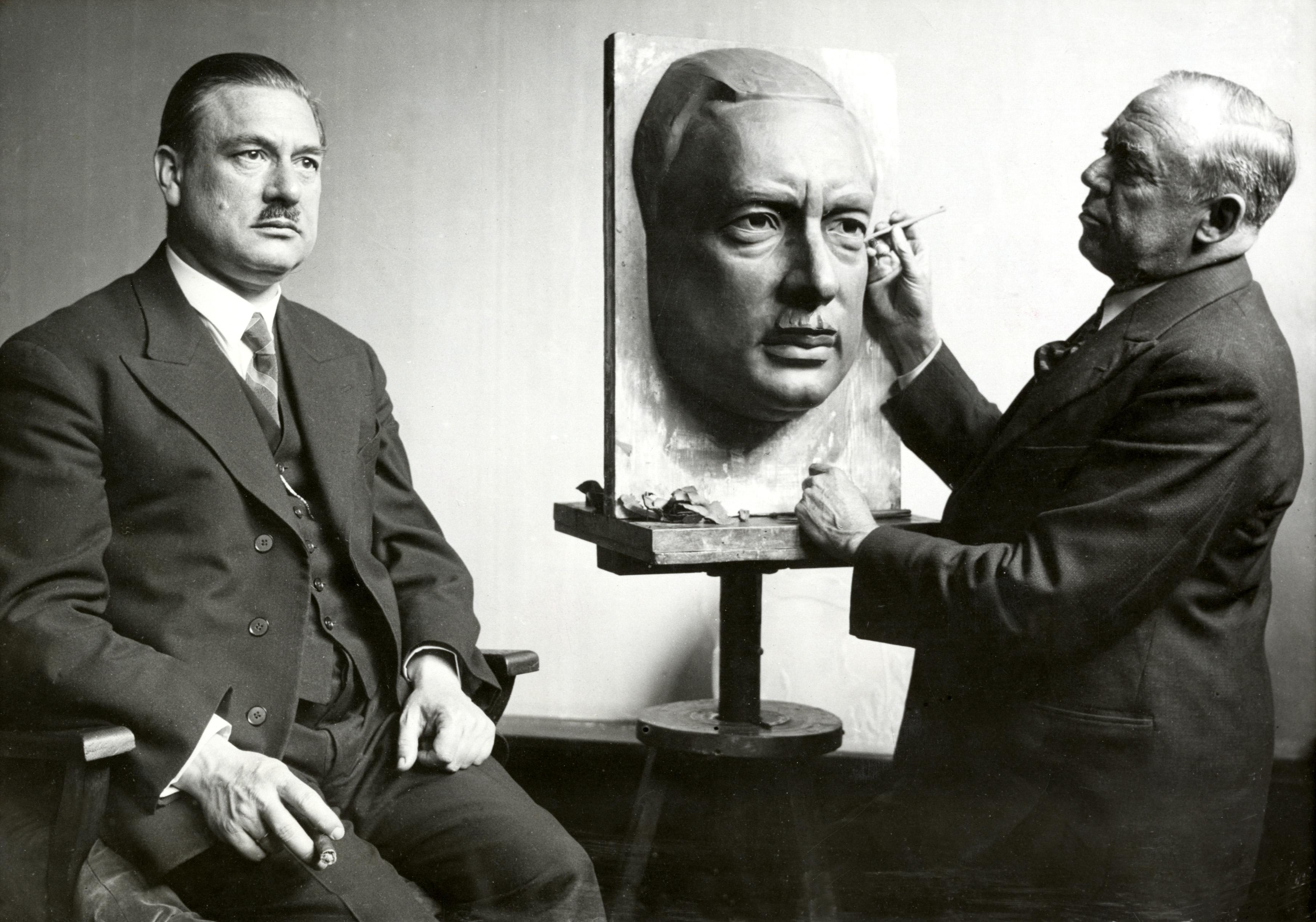
Петер Дебай позирует скульптору Типке Виссеру (1937). В руке учёного — любимая сигара

По мнению коллег Дебая по Корнеллскому университету, его работы обладают своим уникальным стилем в той же мере, как «картина может быть безошибочно приписана Эль Греко или ван Гогу». Основная особенность дебаевского стиля — стремление к простоте, к выделению главного и отбрасыванию второстепенного; понимание сущности проблемы позволяло Дебаю с помощью прекрасного владения математическим аппаратом или экспериментальной техникой получать многочисленные следствия. Со стремлением к простоте связано мастерство учёного как создателя наглядных моделей физических явлений, ему не нравились чересчур математические теории, лишённые конкретности и наглядности. Он говорил, что занимается только теми задачами, которые ему интересны и которые он может решить, причём предпочитает полностью посвящать себя текущей задаче, а не заниматься сразу несколькими проблемами. Профессор Генри Зак (Henri Sack) вспоминал:

Его частое замечание на семинарах и заседаниях — «Посмотрите, это же так просто» — уже стало дебаевской легендой… Для него физические науки были не набором узких специальностей, а единой совокупностью знаний, через которую, подобно красной нити, проходили несколько основных принципов. В постоянных попытках связать явления из различных областей ему помогала его феноменальная память. Он мог забыть точное имя автора или точное место публикации, но он никогда не забывал сути того, что он прочитал или услышал на конференции.
Оригинальный текст (англ.)His frequent comment in colloquia and meetings "Look here, this is really so simple" has already become a Debye legend... For him the physical sciences were not a series of narrow specialties, but a coherent body of knowledge, where a few basic principles weaved like a red thread through the whole field. He was helped in his constant endeavour to correlate phenomena from different areas by his phenomenal memory. He may have forgotten the exact name of the author or the exact place of the publication, but he never forgot the essence of what he had read in a paper or heard at a meeting.
— Цит. по Davies M. Peter Joseph Wilhelm Debye. 1884-1966 // Biogr. Mems Fell. Roy. Soc. — 1970. — Vol. 16. — P. 220.
Студенты и коллеги Дебая отмечали то, как приветливо и внимательно он относился ко всем, кто обращался к нему за советом или с какими-либо проблемами. Его деятельность способствовала преодолению разрыва между экспериментом и теорией, между физикой и химией. В обращении Гарвардского университета, выпущенном по случаю присуждения почётной докторской степени, его называли «физиком с большим сердцем, который с радостью протягивает химику руку помощи». Дебая ценили как прекрасного лектора, способного ясно и доходчиво объяснить результаты исследований любой аудитории — коллегам, школьникам, студентам, промышленникам. В качестве научного руководителя он всячески поддерживал в своих студентах проявления самостоятельности, стремление развивать собственные идеи и методы, даже если сам не был согласен с ними. Он получал удовольствие от участия в конференциях и сохранил энтузиазм к науке до конца жизни. Он ценил время и вместе с тем считал, что занятия наукой должны быть в радость. Один из коллег вспоминал наставление, характерное для Дебая: «Работай, когда захочешь: здесь нет режима работы с восьми до пяти. Приходи, когда хочешь, уходи, когда пожелаешь: только сделай что-нибудь и, главное, получай удовольствие от своей работы». Дебай был глубоко семейным человеком, так что в основных его хобби — садоводстве и рыбной ловле — постоянное участие принимала его супруга. Касаясь личных качеств Дебая, Генри Зак писал:

Я пытался найти простое свойство (если это возможно), чтобы охарактеризовать многогранную личность профессора Дебая, и чувствую, что ближе всего подойду к моему персональному представлению о нём, если скажу, что он был по-настоящему счастливым человеком. Он не только был одарён самым мощным и проницательным интеллектом и бесподобной способностью представлять свои идеи в наиболее прозрачном виде, но он также знал искусство жить полной жизнью. Он наслаждался своими научными усилиями, он глубоко любил свою семью и домашнюю жизнь, он разбирался в красотах природы и имел вкус к удовольствиям жизни на открытом воздухе, о чём свидетельствуют такие его увлечения, как рыбалка, собирание кактусов и садоводство, которыми он занимался в основном в компании миссис Дебай. Он наслаждался хорошей сигарой и вкусной едой и был привязан к своим студентам и коллегам и любил их компанию… <> …он будет жить в нашей памяти, как блестящий учёный, великий учитель, по-отечески готовый помочь советом, и, прежде всего, как счастливый человек.
Оригинальный текст (англ.)I have tried to find a simple attribute — if this is possible — with which to characterize Professor Debye's multifaceted personality, and feel that I come nearest to my personal image of him by saying that he was a truly happy or lucky man. He was not only endowed with a most powerful and penetrating intellect and an unmatched ability for presenting his ideas in a most lucid way, but he also knew the art of living a full life. He greatly enjoyed his scientific endeavours, he had a deep love for his family and home life, he had an eye for the beauties of nature and the taste for the pleasures of out-of-doors as manifested by his hobbies such as fishing, collecting cacti, and gardening, mostly in the company of Mrs Debye. He enjoyed a good cigar and a good table, and he had affections for his students and associates and liked their company... <> ...he will live in our memory as a brilliant scientist, a great teacher, a fatherly and helpful adviser, and, above all, as a happy man.
— Цит. по Davies M. Peter Joseph Wilhelm Debye. 1884-1966 // Biogr. Mems Fell. Roy. Soc. — 1970. — Vol. 16. — P. 219—220.

## Научное творчество

### Теплоёмкость твёрдого тела

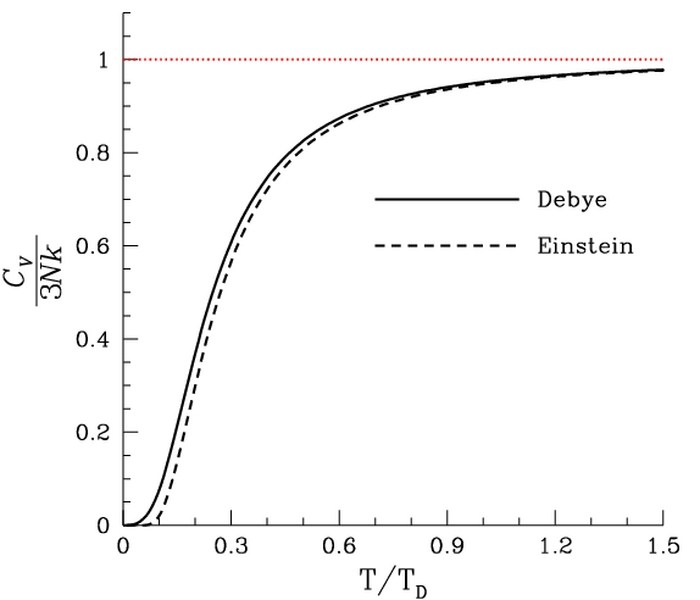
Сравнение температурных зависимостей удельной теплоёмкости, полученных Эйнштейном и Дебаем. Видно, что в области высоких температур теплоёмкость выходит на постоянное значение, даваемое законом Дюлонга — Пти.

В 1912 году Дебай опубликовал статью «К теории удельной теплоёмкости» (нем. Zur Theorie der spezifischen Wärmen), содержащую важный шаг в развитии теории теплоёмкости твёрдого тела. Согласно классической статистической механике, из теоремы о равнораспределении энергии по степеням свободы следует независимость удельной теплоёмкости от температуры, то есть закон Дюлонга — Пти. Эксперименты, проведённые к началу XX века, показали, что этот закон справедлив лишь при достаточно больших температурах, тогда как при охлаждении наблюдается уменьшение удельной теплоёмкости. В 1907 году Альберт Эйнштейн, предположив, что все атомы твёрдого тела колеблются с одной и той же частотой, и применив к этим колебаниям квантовую гипотезу Планка, получил экспоненциальное падение теплоёмкости с температурой, что имело лишь качественное согласие с опытом. Эмпирическая попытка улучшить это согласие за счёт введения половинных частот, предпринятая Вальтером Нернстом и Фредериком Линдеманом (англ. Frederick Lindemann) в 1911 году, не была достаточно обоснованной теоретически. В том же 1911 году Эйнштейн признал неудовлетворительность своего подхода. В модели Дебая твёрдое тело представляется сплошной средой, в которой частоты упругих колебаний ограничены некоторым предельным (максимальным) значением, называемым дебаевской частотой и определяемым из следующего условия: полное число колебаний, каждому из которых соответствует планковская энергия {\displaystyle h\nu }, предполагается равным числу степеней свободы {\displaystyle 3N}, где {\displaystyle N} — число атомов, составляющих твёрдое тело. В своей статье Дебаю удалось вычислить число степеней свободы для тела сферической формы и получить выражение для удельной теплоёмкости, известное ныне как закон Дебая. Эта формула представляет теплоёмкость в виде универсальной функции отношения температуры к характерной величине, называемой температурой Дебая, причём в области низких температур должна наблюдаться кубическая зависимость теплоёмкости от температуры. Сравнение этого результата с опытными данными, проведённое учёным, показало хорошее соответствие.
В том же 1912 году вышла работа Макса Борна и Теодора фон Кармана, в которой твёрдое тело рассматривалось как трёхмерная кристаллическая решётка, а спектр колебаний вычислялся на основе детального рассмотрения колебаний связанных между собой точечных масс. Этот более строгий и реалистичный подход позволил получить ряд результатов, согласующихся с простой моделью Дебая. Последняя, как известно к настоящему времени, не может удовлетворительно объяснить многие детали колебательных спектров реальных твёрдых тел. Тем не менее, она остаётся популярной и активно используется в физике, поскольку позволяет правильно описать низкочастотную часть спектра («акустические колебания») и получить верное выражение для полного числа степеней свободы. В 1913 году Дебай учёл ангармонизм колебаний решётки, что позволило рассчитать коэффициент расширения твёрдого тела, а также рассмотрел теплопроводность в терминах рассеяния и затухания звуковых волн. На этой основе шестнадцать лет спустя Рудольф Пайерлс построил полностью квантовую фононную теорию теплопроводности.

### Рассеяние рентгеновских лучей
Интерес Дебая к проблемам дифракции и взаимодействия рентгеновского излучения с веществом был не случаен. Этому способствовала окружавшая учёного в Мюнхене обстановка: здесь продолжал плодотворно работать профессор Рентген, первооткрыватель нового вида лучей; обращался к этой теме и Зоммерфельд, чей ученик Пауль Эвальд теоретически исследовал вопрос об оптических свойствах набора периодически расположенных рассеивателей. Работа Эвальда привлекла внимание другого ассистента Зоммерфельда — Макса фон Лауэ, который на этой основе предложил способ окончательно доказать электромагнитную природу рентгеновских лучей. Идея состояла в следующем: если рентгеновское излучение является разновидностью электромагнитного, то можно наблюдать дифракцию этих лучей на структуре, расстояние между элементами которой порядка длины волны; в данном случае в качестве такой структуры можно использовать кристаллическую решётку. Это предположение было подтверждено в ходе экспериментов и положило начало рентгеноструктурному анализу.
Дебай был хорошо осведомлён о последних экспериментальных результатах и об их теоретической трактовке, данной Лауэ, и уже в 1913 году сделал важный шаг в развитии теории рассеяния рентгеновского излучения. В классической статье «Интерференция рентгеновских лучей и тепловое движение» (нем. Interferenz von Röntgenstrahlen und Wärmebewegung) он детально рассмотрел вопрос о влиянии тепловых колебаний атомов, составляющих кристаллическую решётку, на характеристики дифракции. Воспользовавшись общим подходом к описанию колебаний решётки, разработанным Борном и фон Карманом, Дебай показал, что тепловое движение не влияет на резкость дифракционной картины, а лишь на величину интенсивности рассеянного излучения. Ослабление интенсивности можно охарактеризовать экспоненциальным множителем вида {\displaystyle e^{-W(T)}}, где {\displaystyle W(T)} — некоторая функция температуры. Для получения количественных результатов, которые можно сравнить с результатами измерений, учёный использовал то же приближение, которое появилось в его работе о теплоёмкости кристаллов. Все расчёты были проведены для двух вариантов — с учётом и без учёта так называемых нулевых колебаний, введённых незадолго до этого Максом Планком; поскольку существование нулевых колебаний в то время ещё не было окончательно доказано, лишь эксперимент должен был определить, какой из двух вариантов правильный. Выражение для {\displaystyle W(T)}, полученное Дебаем, было позже скорректировано шведским физиком Иваром Валлером (англ. Ivar Waller). Величина {\displaystyle e^{-W(T)}}, играющая большую роль в теории твёрдого тела, получила название фактора Дебая — Валлера.

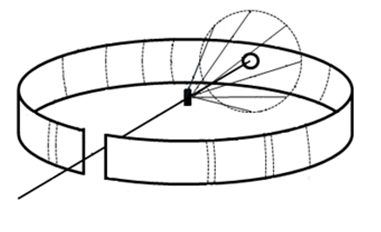
Схема эксперимента Дебая — Шеррера

В 1915 году Дебай предположил, что дифракцию рентгеновских лучей можно использовать для изучения внутреннего строения атомов и молекул. По мысли учёного, в зависимости от соотношения длины волны излучения и характерных внутриатомных расстояний электроны вещества будут излучать или независимо друг от друга, или синфазно, то есть можно различать электроны, принадлежащие разным атомам, и даже группы электронов внутри одного атома. Если расположение электронов не случайно, а подчиняется определённым закономерностям (как предполагалось, например, в боровской модели атома), это должно проявляться в виде возникновения максимумов и минимумов рассеянного веществом излучения даже в том случае, когда сами атомы вещества располагаются хаотично. Дебай со своим ассистентом Паулем Шеррером попробовал проверить эту идею экспериментально, использовав в качестве образца лист бумаги, однако ничего интересного не обнаружил. Тогда они взяли тонко измельчённый порошок фторида лития и получили серию чётких интерференционных линий. Этот результат оказался неожиданным, поскольку в то время ошибочно считалось, что случайные ориентации кристалликов порошка должны приводить к смазыванию интерференционной картины. Дебай дал верную интерпретацию наблюдавшегося явления: оно объяснялось не рассеянием на регулярно расположенных электронах, а дифракцией на кристалликах, положение которых удовлетворяет брэгговским условиям; дифрагировавшее излучение распространяется вдоль конических поверхностей и фиксируется на фотоплёнке. Результаты проведённой работы Дебай и Шеррер опубликовали в статье «Интерференция рентгеновских лучей при рассеянии случайно ориентированными частицами» (нем. Interferenzen an regellos orientierten Teilchen im Röntgenlicht, 1916), которая ознаменовала рождение одного из основных методов рентгеноструктурного анализа. Его обычно называют методом Дебая — Шеррера или методом порошка, а фиксируемая на фотоплёнке дифракционная картина именуется дебаеграммой.
В последующие годы Дебай применял свои идеи к исследованию структуры твёрдых тел, жидкостей и даже газов. Так, совместно с Шеррером была исследована структура некоторых кубических кристаллов (например, графита) и показано, что, если считать дифракционную картину результатом сложения элементарных актов рассеяния на каждом атоме, результирующее распределение интенсивности должно зависеть от числа и расположения электронов, ассоциированных с каждым атомом. В частности, для фторида лития было получено соотношение зарядов Li:F=2:10 (то есть атом лития несёт единичный положительный заряд, а атом фтора — единичный отрицательный), а оценка размера атомной электронной системы (электронного облака), сделанная для алмаза, оказалась гораздо меньше постоянной решётки и по порядку величины соответствовала радиусу электронной оболочки в теории Бора. При рассмотрении неупорядоченных рассеивающих систем использовалась та же идея: результирующая интерференционная картина определяется характерным для данной системы пространственным масштабом. В случае жидкости основным масштабом является среднее расстояние между молекулами, тогда как в разреженных газах должны проявляться внутримолекулярные масштабы (то есть расстояние между атомами в молекуле). В 1929 году Дебай с сотрудниками Людвигом Бевилогуа (Ludwig Bewilogua) и Ф. Эрхардтом (F. Ehrhardt) экспериментально подтвердил справедливость этих идей, впервые получив дифракцию рентгеновских лучей на отдельных молекулах. Опыты проводились на пара́х четырёххлористого углерода и позволили по размеру интерференционных колец определить расстояние между атомами хлора в молекуле. В дальнейшем аналогичный метод применялся к исследованию структуры других соединений, а также структуры жидкостей. Последняя интерпретировалась на основе концепции ближнего порядка; опыты позволили восстановить функцию распределения, которая описывает вероятность нахождения молекул на определённом расстоянии друг от друга и которая позволила заключить, что в некоторых случаях в жидкости сохраняется квазикристаллическое состояние, связанное с образованием «кластеров» молекул. Примерно в это же время проводились первые эксперименты, в которых аналогичные цели достигались облучением образцов пучками электронов, чья волновая природа была установлена незадолго перед этим; методы теоретического анализа, разработанные Дебаем для рассеяния рентгеновских лучей, оказались в полной мере применимы и к этой новой ситуации.

### Квантовая теория
В 1910 году в статье «Концепция вероятности в теории излучения» (нем. Der Wahrscheinlichkeitsbegriff in der Theorie der Strahlung) Дебай предложил последовательный вывод формулы Планка, лишённый недостатков предшественников. Суть нового подхода состояла в том, что энергия кванта {\displaystyle h\nu } ({\displaystyle h} — постоянная Планка, {\displaystyle \nu } — частота) связывалась не с атомными или молекулярными структурами («резонатором»), а непосредственно с модами электромагнитных колебаний. Число мод определялось по методике Рэлея и Джинса, а закон равновесного излучения следовал из условия максимизации вероятности, то есть количество возможных вариантов распределения квантов энергии по данному набору мод должно было быть наибольшим. Таким образом, в этом выводе важное значение придавалось лишь квантованию энергии самому по себе, а не конкретному механизму взаимодействия резонатора с электромагнитным излучением.
Появление в 1913 году боровской модели атома принесло в квантовую физику новые подходы. Однако ещё до появления знаменитой работы Нильса Бора Дебай высказал идеи (в приложении к системе с одной степенью свободы), предвосхищавшие так называемые условия Бора — Зоммерфельда для квантования углового момента. В 1916 году Дебай независимо от Зоммерфельда дал объяснение простого эффекта Зеемана (расщепления спектральных линий в магнитном поле) на основе боровской модели атома. Рассмотрев движение электрона в атоме водорода, находящемся в однородном магнитном поле, учёный с помощью метода Гамильтона — Якоби и вышеупомянутых квантовых условий получил формулу для уровней энергии электрона в такой системе. Частоты испускаемого света, соответствующие переходам между уровнями, оказались пропорциональны напряжённости магнитного поля и могли принимать три различных значения в соответствии с классической теорией Хендрика Лоренца (так называемый лоренцевский триплет). Однако более сложные типы расщепления (аномальный эффект Зеемана) с помощью такого подхода объяснить не удалось.

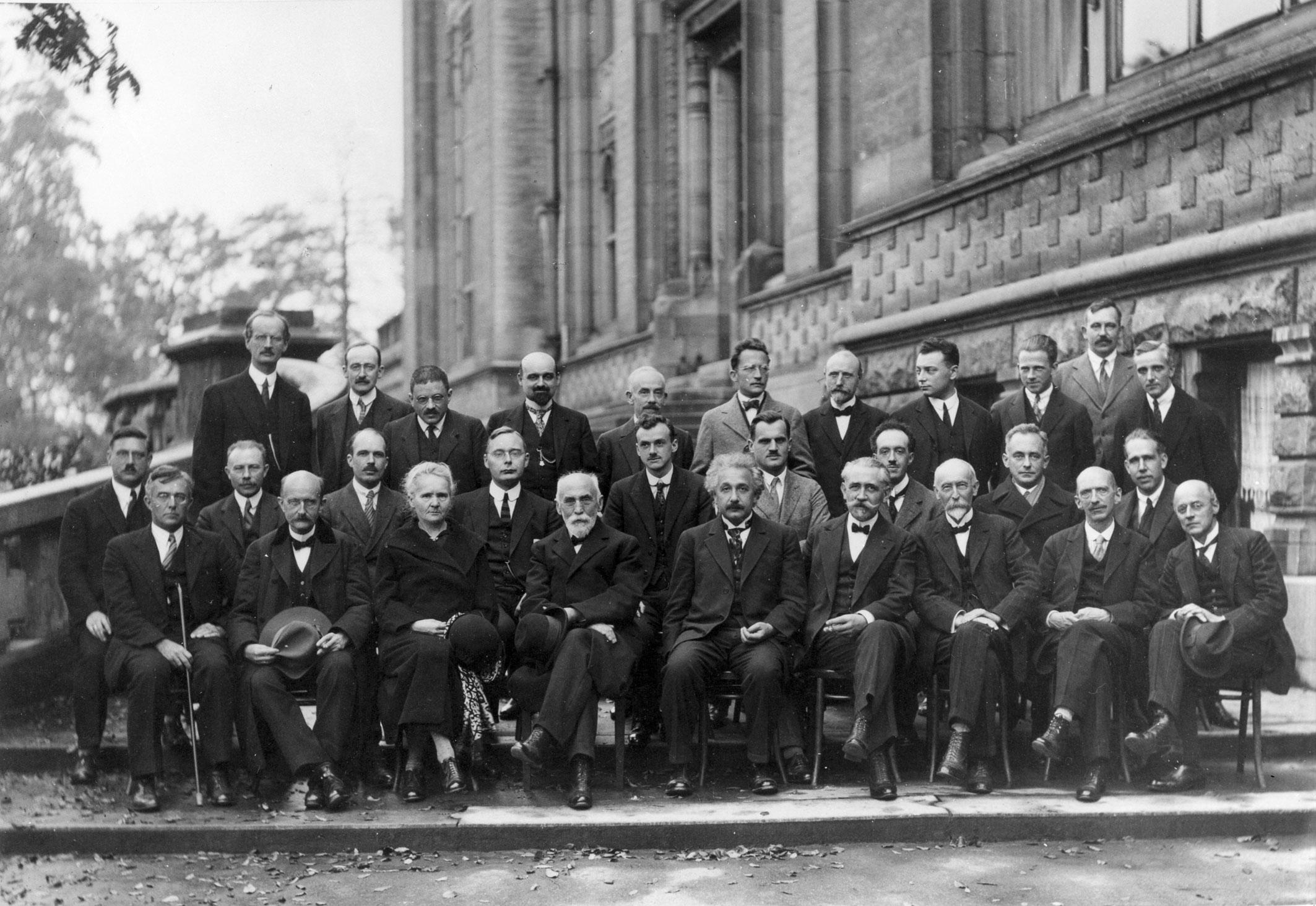
Участники Сольвеевского конгресса 1927 года. Дебай — крайний слева во втором ряду

В октябре 1922 года Артур Холли Комптон опубликовал результаты своих экспериментов по рассеянию рентгеновских лучей на свободных электронах. К декабрю 1922 года американский учёный сформулировал простую квантовую теорию этого явления, которая позволила объяснить наблюдавшуюся на опыте угловую зависимость длины волны рассеянного излучения как следствие применения законов сохранения энергии и импульса (с учётом релятивистских поправок) к ситуации упругого столкновения электрона с квантом света. Эта теория, вошедшая во все учебники и сыгравшая важную роль в принятии эйнштейновской гипотезы квантов света, была опубликована Комптоном в мае 1923 года. За месяц до этого вышла статья Дебая, содержащая аналогичный анализ. Дебай, в отличие от Комптона, который в своей работе даже не упоминал имени Эйнштейна и не ставил своей целью проверку гипотезы квантов света, находился под непосредственным влиянием эйнштейновской концепции. Голландский физик разработал теорию ещё в конце 1920 или начале 1921 года и предлагал Паулю Шерреру поставить эксперимент по её проверке. Однако опыты так и не были проведены, и лишь после появления в октябре 1922 года сообщения Комптона Дебай решил опубликовать свои результаты. Хотя в то время иногда использовался термин «эффект Комптона — Дебая», сам Дебай и другие физики отдавали приоритет Комптону, поэтому обычно это явление называется просто эффектом Комптона. Более сложную проблему представляла угловая и частотная зависимость интенсивности рассеянного излучения. Дебай попытался найти эту зависимость с помощью принципа соответствия, однако правильная формула была найдена Оскаром Клейном и Ёсио Нисиной лишь в 1929 году на основе полностью квантовомеханического рассмотрения.
В середине 1920-х годов, когда Дебай работал в Цюрихе, одним из его ближайших коллег был Эрвин Шрёдингер. Вот как сам Дебай вспоминал о своей роли в разработке австрийским учёным формализма волновой механики:

Тогда де Бройль опубликовал свою статью. В то время Шрёдингер сменил меня в Цюрихском университете, а я работал в Высшей технической школе, и мы вели совместный коллоквиум. Мы поговорили о теории де Бройля и решили, что мы её не понимаем и что должны как следует подумать над её формулировками и их смыслом. Так я предложил Шрёдингеру выступить на коллоквиуме. Подготовка и толкнула его начать работу.
Оригинальный текст (англ.)Then de Broglie published his paper. At that time Schroedinger was my successor at the University in Zurich, and I was at the Technical University, which is a federal institute, and we had a colloquium together. We were talking about de Broglie's theory and agreed that we didn't understand it, and that we should really think about his formulations and what they mean. So I asked Schroedinger to give us a colloquium. And the preparation of that really got him started.
— Peter J. W. Debye: An Interview // Science. — 1964. — Vol. 145. — P. 554.

### Дипольные моменты молекул

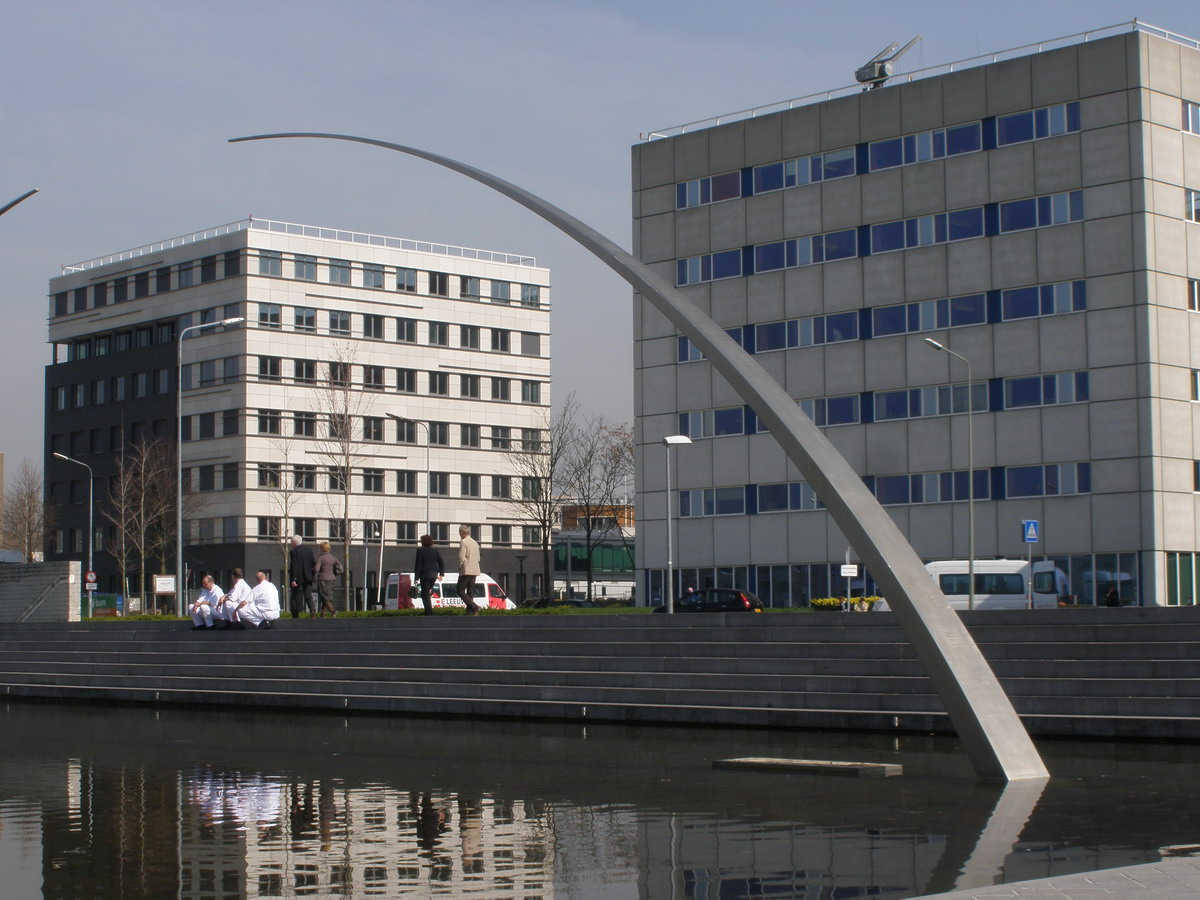
Монумент «Дипольные моменты» (Маастрихт), посвящённый Дебаю

В 1912 году вышла небольшая статья Дебая «Некоторые результаты по кинетической теории изоляторов» (нем. Einige Resultate einer kinetischen Theorie der Isolatoren), в которой дано теоретическое истолкование температурной зависимости диэлектрической постоянной. Эта зависимость не могла быть объяснена с помощью принятого в то время представления о том, что поляризация диэлектриков во внешнем электрическом поле возникает лишь за счёт смещения электронов из положения равновесия и появления индуцированного дипольного момента. Дебай предположил, что «внутри диэлектрика имеются не только упруго связанные электроны, но также и постоянные диполи с постоянным дипольным моментом». Полагая далее, что вклад постоянных диполей в поляризацию описывается выражением, аналогичным закону Кюри — Ланжевена для магнитных моментов, ему удалось получить формулу для диэлектрической постоянной как функции температуры, справедливую для газообразных сред. Поскольку, однако, температурные данные для газов в то время отсутствовали, Дебай провёл сравнение с результатами, полученными для полярных жидкостей (вода, ряд спиртов, этиловый эфир), и получил хорошее согласие между теорией и экспериментом. Наконец, он получил первые оценки величины дипольного момента молекул этих веществ и предсказал, что ниже определённой критической температуры может наблюдаться спонтанная поляризация даже в отсутствие внешнего поля (это явление позже получило название сегнетоэлектричества).
В следующем году Дебай использовал идею о дипольных моментах молекул для объяснения дисперсионных свойств полярных жидкостей, то есть частотной зависимости показателя преломления и коэффициента поглощения. В своей классической статье «Теория аномальной дисперсии в области длинноволнового электромагнитного излучения» (нем. Zur Theorie der anomalen Dispersion im Gebiete der langwelligen elektrischen Strahlung) он рассмотрел динамику поворота диполей под действием переменного электрического поля, причём из-за вязкого трения эти повороты должны происходить с некоторым запаздыванием по отношению к изменениям поля. Обобщая подход Эйнштейна к анализу броуновского движения, Дебаю удалось получить дифференциальное уравнение, описывающее изменение со временем числа данным образом ориентированных диполей; уравнения такого типа теперь называют уравнением Фоккера — Планка. Запаздывание поворотов означает, что установление равновесия в системе происходит не мгновенно; это приводит к появлению в формулах характерного множителя вида {\displaystyle 1/(1+i\omega \tau )}, где {\displaystyle \omega } — круговая частота, а {\displaystyle \tau } — время релаксации, пропорциональное коэффициенту вязкости жидкости. Наличие этого множителя, задающего так называемую «дебаевскую релаксацию», позволило получить формулы для показателя преломления и коэффициента поглощения как функций частоты и удовлетворительно объяснить дисперсионные свойства некоторых жидкостей (например, воды). Более того, подход Дебая стал базовым для анализа процессов релаксации в различных типах сред.
В 1920 году Дебай предпринял попытку объяснить происхождение ван-дер-ваальсовых межмолекулярных сил притяжения. Поскольку они носят универсальный характер и существуют как для полярных, так и для неполярных молекул, их природу было невозможно свести лишь к диполь-дипольным (ориентационным) взаимодействиям. Идея состояла в том, что электрическое поле окружающих молекул может наводить дипольный момент на данной молекуле, то есть вызывать пространственное разделение положительного и отрицательного заряда. Взаимодействие таких индуцированных диполей и вызывает искомое притяжение; такого рода индукционные силы иногда называют силами Дебая. Притяжение полярной и неполярной молекул легко объяснить в дипольном приближении, тогда как взаимодействие неполярных молекул учёный описал в предположении квадрупольного характера поля, создаваемого молекулами. Это возможно только в том случае, если молекулы не являются абсолютно жёсткими электрическими системами. В следующей работе, опубликованной в 1921 году, Дебай затронул тему межмолекулярных сил отталкивания и пришёл к важному выводу, что для их объяснения недостаточно учитывать только электростатическое взаимодействие зарядов и необходимо принимать во внимание динамические эффекты. Подход Дебая был чисто классическим и потому мог достичь лишь частичного успеха. Правильное объяснение межмолекулярных сил стало возможным лишь после создания квантовой механики; в частности, квантовая теория взаимодействия между неполярными молекулами (дисперсионных сил) была создана Фрицем Лондоном во второй половине 1920-х годов.
Большую роль в стимулировании интереса химиков к дипольным моментам молекул сыграла классическая монография Дебая «Полярные молекулы» (англ. Polar molecules, 1929), содержавшая систематическое изложение вопросов, связанных с молекулярным описанием диэлектриков.

### Теория электролитов

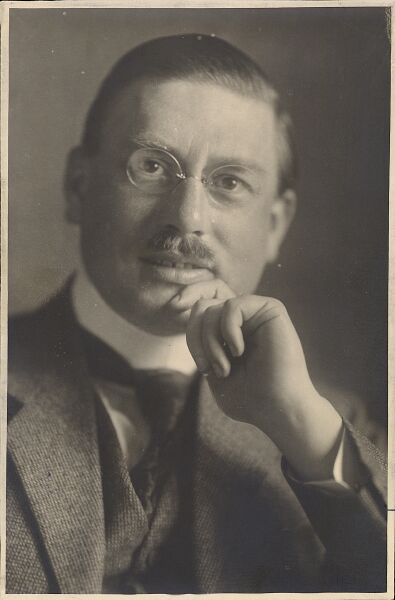
Фотопортрет Дебая из архива Цюрихского политехникума

В начале 1920-х годов Дебай начал цикл исследований в совершенно новом для себя направлении, связанном с одной из важнейших проблем физической химии того времени — объяснением особенностей поведения растворов электролитов, в частности причин сильного отклонения их коллигативных свойств от расчётных. В 1923 году он в соавторстве со своим ассистентом Эрихом Хюккелем опубликовал две статьи под общим заголовком «К теории электролитов» (нем. Zur Theorie der Elektrolyte), в которых были заложены основы подхода, вошедшего в учебники физической химии под названием теории Дебая — Хюккеля. Идея о том, что электростатические взаимодействия ионов должны оказывать существенное влияние на свойства растворов, высказывались и ранее, однако лишь Дебаю и Хюккелю удалось обойти все математические трудности и получить количественные результаты, пригодные для сравнения с экспериментом. Ограничиваясь случаем разбавленных растворов сильных электролитов, они получили уравнение для кулоновского потенциала вблизи иона с учётом его экранирования ионами противоположного знака. Экранирование возникает из-за перераспределения частиц таким образом, что вблизи данного иона всегда будет в среднем больше ионов противоположного, чем того же, знака. Толщина «ионной атмосферы» характеризуется специальным параметром, называемым сейчас дебаевской длиной или дебаевским радиусом экранирования. Поскольку этот параметр обратно пропорционален квадратному корню из концентрации ионов, Дебай и Хюккель смогли объяснить известную из опытов концентрационную зависимость таких свойств растворов сильных электролитов, как понижение температуры замерзания и осмотическое давление. Значение понятия дебаевской длины выходит далеко за пределы теории электролитов и используется во многих разделах физики, например в физике плазмы и физике твёрдого тела. Во второй из упомянутых статей авторы рассмотрели гораздо более сложную задачу об электропроводности раствора электролита. При рассмотрении движения иона под действием электрического поля необходимо учитывать не только эффект экранирования, но и деформацию ионной атмосферы. Эта деформация происходит не мгновенно, а с некоторым запозданием, что приводит к появлению эффективной тормозящей силы, действующей на ион. Дополнительное торможение возникает из-за ионов другого знака, движущихся в противоположном направлении и увлекающих за собой часть молекул растворителя. Итоговое выражение для проводимости, выведенное с учётом указанных эффектов, позволило убедительно объяснить известные из литературы эмпирические данные, полученные для разбавленных растворов. В 1924 году Дебай переформулировал теорию в терминах коэффициентов активности, предложенных Гилбертом Льюисом и широко использующихся в настоящее время. Позже Ларс Онсагер внёс в теорию некоторые усовершенствования с целью полного учёта броуновского движения ионов.
В последующие годы Дебай успешно применял свою теорию к различным частным вопросам физики и химии электролитов. Так, им был изучен вопрос о растворимости некоторых солей в присутствии других электролитов (эффект высаливания). В 1928 году вместе со своим сотрудником Хансом Фалькенхагеном (англ. Hans Falkenhagen) он исследовал проблему дисперсии проводимости и диэлектрической проницаемости растворов электролитов. Причиной зависимости этих параметров от частоты переменного электрического поля является запаздывание процесса экранирования зарядов: изменение ионной атмосферы происходит не мгновенно, а требует некоторого времени; этот процесс характеризуется некоторым временем релаксации. Частотная зависимость, полученная на основе этих соображений с учётом броуновского движения и дрейфа ионов под действием электрического поля, предсказывает возрастание проводимости в области высоких частот. Это явление иногда называют эффектом Дебая — Фалькенхагена (англ. Debye–Falkenhagen effect).

### Рассеяние света
Проблемы рассеяния электромагнитного излучения привлекали внимание Дебая с первых его шагов в науке. Так, уже в своей диссертации «О радуге» (1908) он изучил рассеяние света на сферических частицах с различными оптическими свойствами, продемонстрировав при этом недюжинные математические способности. В 1910 году он написал по предложению Арнольда Зоммерфельда большую энциклопедическую статью «Стационарные и квазистационарные поля» (нем. Stationäre und quasistationäre Felder), а также совместную с Деметриусом Хондросом (англ. Demetrius Hondros) работу о распространении волн, в которой были предвосхищены некоторые важные в теории радаров и волноводов результаты.

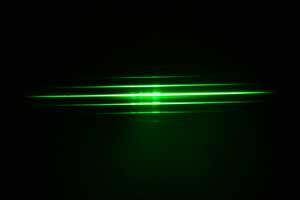
Дифракционная картина, даваемая экспериментом типа Дебая — Сирса

В 1932 году в работе, выполненной Дебаем совместно с Фрэнсисом Сирсом (англ. Francis Sears), сообщалось о первом наблюдении дифракции света на ультразвуковой волне. Исходным пунктом были соображения Леона Бриллюэна о рассеянии света на тепловых флуктуациях, которые можно представить набором термически возбуждаемых в теле звуковых колебаний (сейчас это явление называют рассеянием Мандельштама — Бриллюэна). Дебай и Сирс решили исследовать рассеяние света на искусственно созданной в жидкости звуковой волне и наблюдали яркий эффект, который можно интерпретировать как брэгговское рассеяние на своеобразной дифракционной решётке, образованной акустическими волнами. В следующей статье, опубликованной в том же году, Дебай построил подробную теорию, в которой не только объяснил направление рассеянного света и изменение его частоты, возникающее за счёт эффекта Доплера, но также вычислил его интенсивность. Полученные результаты оказали существенное влияние на дальнейшее развитие акустооптики.
В последние годы жизни Дебай провёл серию важных исследований так называемых критических явлений, в особенности возникающих вблизи критической точки смешения растворов. В 1959 году он теоретически показал, каким образом из данных по интенсивности и угловому распределению рассеянного излучения, наблюдаемого в явлении критической опалесценции, можно извлечь информацию о величине и пространственных размерах флуктуаций концентрации раствора вблизи критической точки (отчасти здесь повторялись результаты Орнштейна и Цернике). Дебай инициировал систематические экспериментальные исследования критических явлений методом рассеяния света, в том числе в растворах полимеров. В частности, он предсказал и затем при помощи сотрудников измерил на опыте влияние электрического поля на характеристики критической опалесценции.

### Физика полимеров

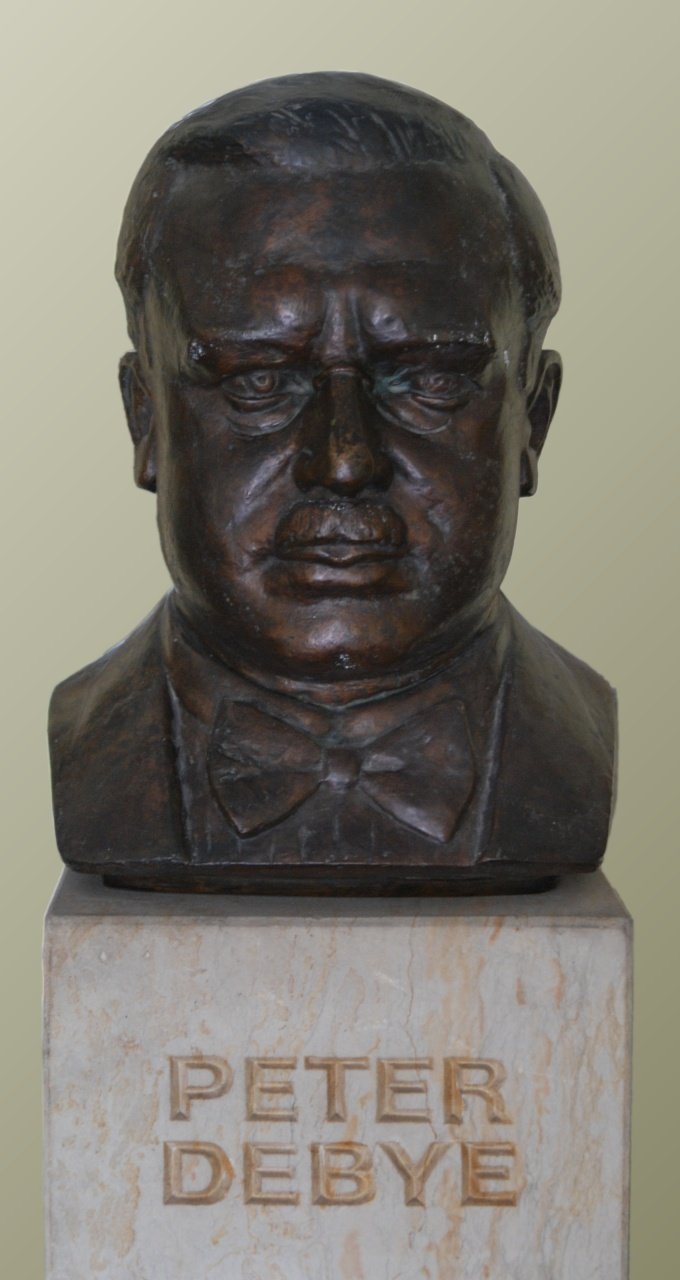
Бюст Дебая в Лейпцигском университете

Во время Второй мировой войны в связи с прекращением поставок малайского каучука в США возникла необходимость в создании его заменителей. Дебай, переехавший к тому времени за океан, принял участие в этой важной работе; с этого времени физика полимеров стала одним из основных направлений его научной деятельности. Для оценки свойств полимеров необходимо знать их базовые характеристики — средний молекулярный вес и форму, которую принимают макромолекулы в растворе. Для определения этих свойств Дебай разработал мощный метод, основанный на измерении рассеяния света. Попытки использовать светорассеяние предпринимались и ранее, но лишь Дебаю удалось разработать достаточно общий подход и довести его до практического применения. Основная идея состояла в том, что если размер молекул растворённого вещества сравним с длиной волны света, возникает угловая асимметрия рассеяния, то есть интенсивности рассеяния вперёд и назад перестают быть равными. Тогда по угловому распределению рассеянного излучения можно определить размеры и форму молекул, в том числе можно судить о том, насколько затруднён поворот звеньев молекулы полимера друг относительно друга. Измерения же зависимости интенсивности рассеяния от концентрации позволяют получить информацию о молекулярной массе полимерных частиц. Теоретическое и экспериментальное изучение этого комплекса проблем стало темой около двадцати статей, опубликованных в 1944—1964 годах.
В 1939 году Дебай дал теоретическое обоснование термодиффузионного метода разделения изотопов, предложенного незадолго до этого Клаусом Клузиусом (англ. Klaus Clusius) и Герхардом Диккелем (Gerhard Dickel). В 1945—1946 годах те же теоретические соображения были использованы для систематического изучения явления термодиффузии в растворах полимеров. Экспериментальные результаты, полученные на специально созданных разделительных колонках, показали высокую эффективность метода для разделения полимеров на фракции; была подробно исследована зависимость термодиффузии от параметров установки и характеристик раствора (в частности, молекулярного веса и концентрации). Более того, из опытов следовало, что этот подход можно практически использовать и для работы с низкомолекулярными веществами, для очистки органических веществ и разделения изомеров. К другим важным исследованиям Дебая по физике полимеров относится теоретическое обоснование метода оценки молекулярных весов по вязкости раствора и ряд работ, посвящённых межмолекулярным взаимодействиям и образованию мицелл; для изучения последних использовался не только метод светорассеяния, но также дифракция рентгеновских лучей, ультразвуковые и электрические измерения. В 1951 году Дебай совместно с Ф. Бюхе (F. Bueche) теоретически исследовал влияние внутримолекулярных вращений, то есть в той или иной мере затруднённых поворотов звеньев друг относительно друга, на величину дипольного момента полимеров.

### Прочие работы
В 1909 году Дебай развил метод приближённого вычисления некоторых контурных интегралов, известный в настоящее время под названием метода перевала или метода наискорейшего спуска. Учёный использовал этот подход для решения конкретной задачи — нахождения асимптотических формул для цилиндрических функций при больших значениях аргумента (в частности, речь шла о функциях Ганкеля и Бесселя). Суть метода состоит в выделении вблизи стационарной (седловой, или перевальной) точки подынтегральной функции малой окрестности, вносящей в интеграл основной вклад. Выбирая далее контур интегрирования таким образом, чтобы фаза подынтегральной функции оставалась постоянной, а абсолютное значение убывало быстрее всего (путь наибыстрейшего спуска), можно свести искомый интеграл к эталонному. Идея метода перевала, являющегося развитием известного метода Лапласа, восходит к статье Огюстена Коши, опубликованной в 1827 году. Сам Дебай указывал, что для него источником идеи была одна из работ Бернгарда Римана (1863), однако ещё за 25 лет до голландского учёного задачу в более общем виде рассмотрел русский математик Павел Некрасов. Тем не менее, строгую формулировку и последовательное развитие метода перевала часто связывают именно с именем Дебая.
В 1926 году Дебай одновременно с Уильямом Джиоком и независимо от него предложил новый подход к достижению наиболее низких температур — метод адиабатического размагничивания. Поль Ланжевен ещё в 1904 году заметил, что адиабатическое размагничивание газообразного кислорода должно приводить к его охлаждению, однако никто не рассматривал это явление в качестве средства уменьшения температуры. Дебай, основываясь на экспериментальном исследовании Камерлинг-Оннесом кристаллов сульфата гадолиния, дал количественную оценку возможного эффекта. Лишь через несколько лет, в 1933 году, Джиоку удалось на опыте продемонстрировать работоспособность этого метода охлаждения.

## Дебай и нацистский режим: дискуссии

### Обвинения в пособничестве нацистам
21 января 2006 года нидерландский журнал Vrij Nederland опубликовал статью «Нобелевский лауреат с грязными руками», в которой приводились выдержки из вышедшей неделю спустя книги журналиста Сибе Риспенса «Эйнштейн в Нидерландах» (Sybe Rispens. Einstein in Nederland, een intellectuele biografie. — Amsterdam: Ambo, 2006). Одна из глав книги, на основе которой была написана упомянутая статья, посвящена взаимоотношениям Дебая и Эйнштейна. В ней приводятся документы, в которых, по мнению автора, содержатся доказательства того, что Дебай, будучи одним из руководителей немецкой науки, активно участвовал в «чистках» научных институтов от евреев и в целом занимал пронацистскую позицию. Утверждения Риспенса были подхвачены нидерландской прессой, и уже 16 февраля 2006 года Утрехтский университет объявил о том, что снимает имя Дебая со своего Института по изучению наноматериалов (Debye Institute for Nanomaterials Science), а Университет Маастрихта отменил ежегодную премию имени Дебая за достижения в области химической физики. Поспешность, с которой были предприняты эти шаги, вызвала протесты научной общественности как в Нидерландах, так и за рубежом; скандал стал приобретать международный характер. Руководители Института по изучению наноматериалов Лео Йеннескенс (Leo Jenneskens) и Гейс ван Гинкел (Gijs van Ginkel) выступили против решения университета; позже ван Гинкел опубликовал книгу, в которой показал полную несостоятельность аргументации Риспенса. Представители муниципалитета Маастрихта, Нидерландского и Немецкого физических обществ, Американского химического общества, Корнеллского университета выступили с заявлениями, что нет достаточных оснований подозревать Дебая в симпатиях к нацизму и что следует воздержаться от каких-либо действий. Нобелевский лауреат Мартинус Велтман, написавший предисловие к книге Риспенса, в письме сотрудникам Института по изучению наноматериалов от 5 мая 2006 года признал, что тогда «ничего не знал о Дебае» и что, как он теперь убедился, «утверждения Риспенса безосновательны». Он осудил поспешные действия Утрехтского и Маастрихтского университетов и отметил, что запретил использовать своё предисловие в будущих переизданиях или переводах книги Риспенса.

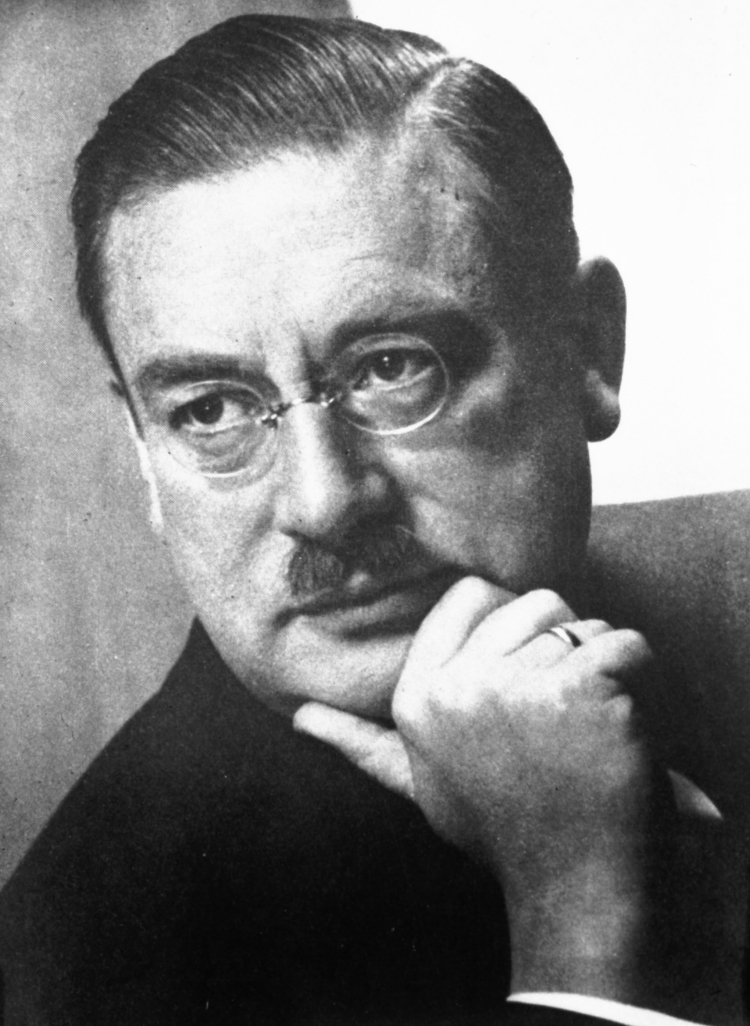
Петер Дебай

Далее рассматриваются основные аргументы Риспенса и возражения, которые против них выдвигались. Центральное место в построениях Риспенса занимает следующее послание Дебая членам Немецкого физического общества (НФО), председателем которого он тогда являлся (декабрь 1938 года): «В свете непреодолимых обстоятельств пребывание германских евреев в Немецком физическом обществе не может более продолжаться в соответствии с Нюрнбергскими законами. По соглашению с исполнительным комитетом я прошу всех членов, подпадающих под эти законы, сообщить мне о своём выходе из общества. Хайль Гитлер!» Хотя Риспенс приводит это письмо в качестве своей архивной находки, оно публиковалось и ранее. Однако никто не рассматривал его как повод для обвинений. Так, никто из адресатов письма, многие из которых вернулись после войны в состав НФО, не обвинил руководителей организации. Например, Рихард Ганс называл своё исключение из НФО «делом „высших сил“ против воли Общества». Обстоятельства появления письма Дебая и его последствия были детально изучены историками ещё до выхода книги Риспенса. Известно, что НФО было одним из последних научных обществ, исключивших членов-евреев; сделано это было под большим давлением властей. Активные нацисты, входившие в состав НФО, считали тон письма чересчур мягким и даже извиняющимся (они предпочли бы публичное объявление об изгнании евреев, а не просьбу о добровольном выходе); требуя дальнейшей политизации Общества, они выражали неудовлетворение позицией Дебая и рассчитывали заменить его на более подходящую кандидатуру. Учитывая, что немецкие евреи к тому времени были лишены многих гражданских прав и фактически не могли заниматься наукой, исключение из НФО не оказывало существенного влияния на их судьбы. Что касается фразы «Хайль Гитлер!», то все должностные лица в то время обязаны были использовать её в официальной переписке; это нельзя рассматривать признаком политических симпатий. Например, даже Макс фон Лауэ, известный своими антинацистскими настроениями, подписывал так свои письма.
Риспенс обвинил Дебая в участии в нацистских военных исследованиях, имея в виду открытие и изучение деления ядра группой Отто Гана. Однако эта работа велась в Институте химии Общества кайзера Вильгельма, и Дебай не имел к ней никакого отношения. В Институте физики, которым он руководил, военные работы начали проводиться лишь с сентября 1939 года. В этой деятельности он не мог принимать участия, поскольку отказался стать гражданином Германии. Тем не менее, он был осведомлён о работах по ядерной тематике, проводившихся в Берлине, и о том, что для этого планируется использовать высоковольтную установку, построенную в его институте. После прибытия в США Дебай информировал своих коллег о том, что в Германии ведутся секретные работы в области ядерной физики. Это стало непосредственной причиной появления второго письма Эйнштейна президенту Рузвельту и, возможно, повлияло на скорое разворачивание Манхэттенского проекта. Сам Дебай в этом проекте участия не принимал, однако с лета 1941 года сотрудничал с исследовательским центром Bell Labs в области разработки новых типов диэлектриков (в том числе полимеров), что имело большое значение для создания некоторых компонентов радарных систем (изоляции и прочего). Идея же о том, что учёный мог заниматься в Америке шпионажем в пользу Германии, не только не имеет каких-либо доказательств, но также неубедительна с логической и психологической точек зрения.
Сам факт, что Дебай покинул Германию лишь в начале 1940 года, порой рассматривается как признак если не симпатий к нацизму, то как минимум оппортунизма, стремления сохранить выгодное место. Однако необходимо учитывать и другие факторы, которые сильно влияли на поступки учёного: ответственность за обустройство института и за своих сотрудников, стремление придерживаться договорённостей с Максом Планком и Рокфеллеровским фондом, которые рассчитывали на него; надежда на скорое падение нацистского режима; семейные обстоятельства; относительная безопасность, обусловленная статусом иностранца. Риспенс в своей книге в качестве улики против Дебая приводит сведения о его телеграмме от 23 июня 1941 года, в которой он выражал готовность вернуться на свою прежнюю должность в берлинском Институте физики. Сама телеграмма не сохранилась, о её содержании известно лишь из переписки руководителей Общества кайзера Вильгельма. Существует предположение, что таким образом Дебай пытался обеспечить средства существования для своей дочери, которая продолжала жить в их берлинском доме; чтобы обезопасить её и других членов своей семьи от преследования со стороны нацистов, он вынужден был действовать крайне осторожно. Вместе с тем, к тому времени он твёрдо решил не возвращаться в Германию: он заключил трёхлетний контракт с Корнеллским университетом, а в августе 1941 года подал заявление на получение американского гражданства.
В книге Риспенса в качестве свидетельства против Дебая приводится письмо Эйнштейна президенту Корнеллского университета, в котором указывается на связи голландского учёного с нацистами и содержится призыв к коллегам поступить так, «как им указывает гражданский долг». Несмотря на заявления Риспенса, это письмо не было новым для историков. Обстоятельства его появления хорошо изучены, в том числе на основе информации из архивов ФБР, которое осенью 1940 года исследовало вопрос о благонадёжности Дебая. Действия Эйнштейна были вызваны письмом некоего Фидлера, который высказал ряд неопределённых обвинений против Дебая. Хотя никаких конкретных доказательств в письме не содержалось, Эйнштейн, по его собственному признанию, просто решил переслать полученную информацию в Корнелл. Руководство университета не сочло это письмо достаточным поводом, чтобы предпринимать какие-либо меры; не имеется свидетельств и какого-либо сопротивления приезду Дебая среди корнеллских преподавателей, многие из которых были евреями. Этот эпизод не оказал существенного влияния на дальнейшие отношения двух учёных. Так, в декабре 1945 года Дебай участвовал в работе возглавляемого Эйнштейном комитета по организации сбора пожертвований в пользу Еврейского университета в Иерусалиме. В 1950 году Эйнштейн проголосовал за Дебая при определении нового лауреата медали Макса Планка.
Многие современники описывали Дебая как полностью аполитичного человека. Более того, согласно многочисленным свидетельствам коллег и родственников, Дебай относился к нацистам с явной антипатией. Не существует и каких-либо убедительных доказательств его антисемитизма. Летом 1938 года Дебай, несмотря на огромный риск, принял самое активное участие в судьбе своей коллеги Лизы Мейтнер, жизнь которой после аншлюса Австрии оказалась под угрозой; именно по его инициативе Дирк Костер переправил её в Голландию, откуда она смогла перебраться в Швецию. Дебай помог устроиться за границей и ряду других людей, которым угрожала опасность в связи с их неарийским происхождением: своей еврейской прислуге; своему бывшему ассистенту Генри Заку (Henri Sack), которому нашёл место в Корнелле; химику Герману Залмангу (Hermann Salmang) и другим коллегам. В переправке людей за границу участвовал муж сестры Дебая, имевший связи на территории Бельгии.
Разобрав аргументацию Риспенса, ван Гинкел пришёл к заключению, что книга «Эйнштейн в Нидерландах» «не удовлетворяет качественным требованиям к научному труду по истории из-за массы ошибок и утверждений, не подтверждаемых источниками, избирательного манипулирования источниками и пренебрежения контекстом, в котором происходили события. К тому же, создаётся впечатление, что он [Риспенс] судит с предубеждением и использует Дебая, чтобы поместить себя и свою книгу в центр внимания». Известный специалист по истории немецкой науки времён Третьего рейха Марк Уокер (Mark Walker) и другие историки отмечали, что карикатурный образ Дебая, созданный Риспенсом, совершенно не учитывает реалий того времени, что Дебай ничем не отличался от абсолютного большинства немецких учёных, не испытывавших никакой симпатии к нацистскому режиму и в то же время не предпринимавших против него никаких открытых действий. Их сопротивление, как правило, сводилось к подаче жалоб, неисполнению тех или иных директив, помощи пострадавшим от гонений коллегам. Отсутствие организованного сопротивления во многом объясняется традиционными идеалами учёного как аполитичного человека и «чистой науки» как предприятия, которое нужно по мере сил оберегать от столкновений с политикой. По мнению писателя и популяризатора науки Филипа Болла, нет причин считать, что Дебай действовал в соответствии с чёткими моральными принципами, был храбрым борцом с режимом или же просто оппортунистом: «Подобно бесчисленному числу людей, когда началась война, Дебай импровизировал… [Он был] человеком, который старательно избегал трудных моральных выборов и делал это не потому, что гнулся в том направлении, куда дул ветер, а скорее из-за верности традиционному пониманию долга — перед наукой и авторитетом, — что делало такие выборы, казалось бы, ненужными, даже вредными».
Международная реакция, последовавшая за книгой Риспенса, вынудила нидерландское Министерство образования, культуры и науки предпринять необходимые действия. 29 июня 2006 года Нидерландский институт военной документации (NIOD) был уполномочен провести расследование возможной связи Дебая с нацистами. Для принятия политических решений была собрана специальная комиссия под руководством физика и бывшего политика Яна Терлау (англ. Jan Terlouw), в которую также вошли юрист и историк. В ноябре 2007 года был опубликован отчёт NIOD, вышедший позднее в виде книги Мартейна Эйкхоффа (Martijn Eickhoff). В нём признавалось, что Дебай не являлся членом НСДАП, антисемитом или коллаборационистом, однако он объявлялся оппортунистом. Этот вывод, в свою очередь, подвергся критике из-за ошибок при работе с источниками и сомнительной методологии, на которой он был основан. Отмечалось, что буквально все действия Дебая в отчёте трактовались как свидетельства оппортунизма и желания оставить себе «путь к отступлению»; это касалось даже тех его поступков, которые можно считать проявлениями принципиальности, — таких, как отказ принимать германское подданство, участие в бегстве Лизы Мейтнер или отсутствие явных проявлений антисемитизма с его стороны. В январе 2008 года комиссия Терлау рекомендовала университетам продолжать использовать имя учёного. Утрехтский университет вернул имя Дебая Институту по изучению наноматериалов; учредители премии имени Дебая также объявили о возобновлении её присуждения.

### Информатор союзников?
В 2010 году химик Юрри Рейдинг (Jurrie Reiding), изучив частную переписку Дебая, высказал предположение, что учёный мог быть важным источником информации для британской разведки. Эта гипотеза основана на том факте, что Дебай был близким другом Пауля Росбауда, физика и сотрудника издательства Springer Verlag. Принципиальный противник нацизма, Росбауд на протяжении всей войны оставался в Берлине и передавал британской MI6 информацию о военных работах, которые вели немецкие учёные. Дебай и Росбауд познакомились в начале 1930-х годов, позже оба участвовали в организации бегства Лизы Мейтнер из Германии. В качестве другого косвенного свидетельства Рейдинг обратил внимание на поспешный выезд Дебая из страны: первоначально учёный должен был покинуть Германию 17 января 1940 года, однако выехал на два дня раньше, 15 января. Рейдинг связал это с тем фактом, что на 17 января было запланировано вторжение Германии в Нидерланды, которое было в итоге отложено до весны. Возможно, информация о дате вторжения была передана Дебаю Росбаудом. После войны они поддерживали дружеские отношения и вели переписку, в которой, однако, не упоминаются явным образом события, в которых они участвовали; деятельность шпиона была раскрыта лишь много лет спустя после его смерти. Известно, что Росбауд держал портрет Дебая на почётном месте в своём кабинете, что, по мнению Рейдинга, само по себе опровергает любые обвинения голландского физика в симпатиях к нацизму или банальном оппортунизме. Как бы то ни было, прямых свидетельств, указывающих на связь Дебая с британской разведывательной сетью, пока не обнаружено.

## Награды и членства
- Медаль Румфорда (1930)
- Медаль и премия Гутри (1930)
- Фарадеевская лекция (1933)
- Медаль Лоренца (1935)
- Нобелевская премия по химии (1936)
- Медаль Франклина (1937)
- Рыцарь Ордена Нидерландского льва (1937)[93]
- Премия Уилларда Гиббса (1949)
- Медаль Макса Планка (1950)
- Командор Ордена Леопольда II (1956)[93]
- Премия Кендалла в области коллоидной химии и химии поверхности (ACS Kendall Award in Colloid or Surface Chemistry, 1957)
- Медаль Николса Американского химического общества (Nichols Medal, 1961)
- Медаль Пристли (1963)
- Национальная медаль науки (1965)[94]
- Член Нидерландской королевской академии наук, Национальной академии наук США (1947)[95], Академии наук СССР (1924)[96], Лондонского королевского общества (1933)[97], Датской королевской академии наук, Ирландской королевской академии, Папской академии наук (1936)[98], Индийской академии в Бангалоре, Берлинской, Гёттингенской и Мюнхенской академий наук, Нью-Йоркской академии наук, Американской академии искусств и наук, Американского философского общества, Королевского института в Лондоне, Франклиновского института в Филадельфии и других научных обществ[99].
- Почётные докторские степени Оксфордского, Гарвардского, Аахенского, Майнцского, Брюссельского, Льежского, Пражского, Софийского университета, Цюрихского политехнического института и других учебных заведений[99].

## Память
- Дебай — внесистемная единица электрического дипольного момента. В теории твёрдого тела известны такие термины, как модель Дебая, закон теплоёмкости Дебая (связанный с ним тип функций носит в математике название функции Дебая), частота Дебая, температура Дебая и фактор Дебая — Валлера. В области рентгеновской спектроскопии используется метод Дебая — Шеррера для построения дебаеграмм, а в физике электролитов имя учёного связано с такими понятиями, как теория Дебая — Хюккеля и дебаевская длина (дебаевский радиус экранирования).
- В 1970 году Международный астрономический союз присвоил имя Петера Дебая кратеру на обратной стороне Луны.
- Имя Дебая носит один из астероидов ((30852) Дебай[англ.]).
- Имя Дебая носит Институт по изучению наноматериалов (Debye Institute for Nanomaterials Science) при Утрехтском университете[100].
- С 1962 года Американское химическое общество вручает премию Петера Дебая (англ. Peter Debye Award) за достижения в области физической химии[101].
- Имя Дебая носят улица и площадь в его родном Маастрихте. В 1939 году в городской ратуше был установлен его бюст, что, по свидетельству современников, для самого учёного стало самой приятной наградой[102].

## Сочинения
- Debye P. Polar molecules: Wisconsin lectures. — New York: Chemical Catalog Co., 1929. Русский перевод: Дебай П. Полярные молекулы. — Л.-М.: ГНТИ, 1931.
- Debye P. Die Struktur der Materie. — Leipzig: Hirzel, 1933. Русский перевод: Дебай П. Строение материи. — Харьков: ГНТИ Украины, 1936.
- Debye P., Sack H. Theorie der elektrischen Moleküleigenschaften // Handbuch der Radiologie. — 1934. — Bd. VI. Дебай П., Закк Г. Теория электрических свойств молекул. — Л.-М.: ОНТИ, 1936.
- Debye P. Kernphysik. — Leipzig: Hirzel, 1935.
- Debye P. Colected papers. — New York: Interscience, 1954.
- Debye P. Topics in chemical physics: Harvard lectures. — New York, Amsterdam: Elsevier, 1962.
- Debye P. Molecular forces: Baker lectures. — New York: Interscience, 1967.

- Debye P. Näherungsformeln für die Zylinderfunktionen für große Werte des Arguments und unbeschränkt veränderliche Werte des Index // Mathematische Annalen. — 1909. — Bd. 67. — S. 535—558. — doi:10.1007/BF01450097.
- Debye P. Der Wahrscheinlichkeitsbegriff in der Theorie der Strahlung // Annalen der Physik. — 1910. — Bd. 338 (33). — S. 1427—1434. — doi:10.1002/andp.19103381617.
- Debye P. Einige Resultate einer kinetischen Theorie der Isolatoren // Physikalische Zeitschrift. — 1912. — Bd. 13. — S. 97—100.
- Debye P. Zur Theorie der spezifischen Wärmen // Annalen der Physik. — 1912. — Bd. 344 (39). — S. 789—839. — doi:10.1002/andp.19123441404.
- Debye P. Zur Theorie der anomalen Dispersion im Gebiete der langwelligen elektrischen Strahlung // Verhandlungen der Deutschen Physikalischen Gesellschaft. — 1913. — Bd. 15. — S. 777—793.
- Debye P. Interferenz von Röntgenstrahlen und Wärmebewegung // Annalen der Physik. — 1913. — Bd. 348 (43). — S. 49—92. — doi:10.1002/andp.19133480105.
- Debye P., Scherrer P. Interferenzen an regellos orientierten Teilchen im Röntgenlicht. I // Physikalische Zeitschrift. — 1916. — Bd. 17. — S. 277—283.
- Debye P. Quantenhypothese und Zeeman-Effekt // Physikalische Zeitschrift. — 1916. — Bd. 17. — S. 507—512.
- Debye P. Die van der Waalsschen Kohäsionkräfte // Physikalische Zeitschrift. — 1920. — Bd. 21. — S. 178—187.
- Debye P. Zerstreuung von Röntgenstrahlen und Quantentheorie // Physikalische Zeitschrift. — 1923. — Bd. 24. — S. 161—166.
- Debye P., Hückel E. Zur Theorie der Elektrolyte. I. Gefrierpunktserniedrigung und verwandte Erscheinungen // Physikalische Zeitschrift. — 1923. — Bd. 24. — S. 185—206.
- Debye P., Hückel E. Zur Theorie der Elektrolyte. II. Das Grenzgesetz für die elektrische Leitfähigkeit // Physikalische Zeitschrift. — 1923. — Bd. 24. — S. 305—325.
- Debye P. Einige Bemerkungen zur Magnetisierung bei tiefer Temperatur // Annalen der Physik. — 1926. — Bd. 386 (81). — S. 1154—1160. — doi:10.1002/andp.19263862517.
- Debye P., Bewilogua L., Ehrhardt F. Zerstreuung von Röntgenstrahlen an einzelnen Molekeln // Physikalische Zeitschrift. — 1929. — Bd. 30. — S. 84—87.
- Debye P., Sears F. W. On the scattering of light by supersonic waves // Proceedings of the National Academy of Sciences. — 1932. — Vol. 18. — P. 409—414.
- Debye P. Molecular-weight determination by light scattering // Journal of Physical and Colloid Chemistry. — 1947. — Vol. 51. — P. 18—32. — doi:10.1021/j150451a002.
- Debye P. Angular dissymmetry of the critical opalescence in liquid mixtures // Journal of Chemical Physics. — 1959. — Vol. 31. — P. 680—687. — doi:10.1063/1.1730446.

- Дебай П. Молекулярная структура жидкостей // УФН. — 1934. — Т. 14, № 7. — С. 846—856.
- Дебай П. Магнитный метод получения весьма низких температур // УФН. — 1935. — Т. 15, № 2. — С. 197—206.
- Дебай П. Диэлектрические свойства чистых жидкостей // УФН. — 1937. — Т. 17, № 4. — С. 459—469.
- Дебай П. Квазикристаллическая структура жидкостей // УФН. — 1939. — Т. 21, № 2. — С. 120—129.
- Дебай П. Избранные труды. Статьи 1909—1965. — Л.: Наука, 1987.

## Комментарии
1. ↑  Впоследствии Зоммерфельд так писал об этом: «Когда я получил от Рентгена телеграмму, извещавшую о моём новом назначении, я сказал: „Дебай, мы получили приглашение в Мюнхен“. Он и в самом деле не колебался ни минуты, принимая решение ехать со мной в Мюнхен, откуда взял начало его триумфальный марш к успехам в области физики и химии»[14].
2. ↑  

Мне удалось познакомиться с Дебаем в 1928 году на Всесоюзном съезде физиков, на котором присутствовало много именитых зарубежных ученых. Я тогда был студентом, и для нас Дебай был классиком, так как его имя часто встречалось во многих курсах физики. Личная встреча и знакомство с ним было для меня и других молодых физиков событием.

Тогда Дебаю было 44 года. Когда объявили его доклад, на трибуну вышел человек атлетического телосложения, и мы приготовились услышать громовой голос. Каково же было всеобщее удивление, когда он начал говорить очень высоким голосом, почти что дискантом.

Мы хорошо знали Дебая как теоретика и мало знали о его экспериментальных работах. На съезде рассказывали, что когда в кулуарах обсуждался какой-нибудь вопрос и к Дебаю обращались теоретики, Дебай говорил, что он экспериментатор и что теория — не его специальность. А если обращались экспериментаторы, Дебай говорил, что он теоретик. На самом деле он был, конечно, и тем и другим.

Дебай был веселый и остроумный человек. Мы были удивлены, когда он в шутку затеял бороться с другим известным немецким физиком Робертом Полем, человеком тоже атлетического телосложения, и победил его.— И. К. Кикоин, Рассказы о физике и физиках, 1986, с. 95
3. ↑  Согласно популярной легенде, когда власти под давлением представителей «арийской физики» потребовали убрать имя Планка (нем. Planck) с фасада института, Дебай распорядился закрыть надпись деревянной планкой (нем. Planke). Как бы то ни было, когда 30 мая 1938 года институт был официально открыт, он получил название Института имени Макса Планка[21].
4. ↑  Так, Вернер Гейзенбер писал: «Дебай не слишком интересовался политическими вопросами и потому старался по возможности игнорировать политические столкновения на улицах Лейпцига. Как и многие немцы, он надеялся, что крайние проявления национал-социалистической революции сойдут на нет и Германия сможет вернуться к более или менее нормальному состоянию политической жизни. Как голландец, он не чувствовал ответственности за то, что происходило в нашей стране»[23].
5. ↑  Дано с английского перевода: Under the compelling overarching circumstances the abiding of Reich-German Jews in the German Physical Society can no longer be maintained in the sense of the Nuremberg Laws. In agreement with the Executive Committee I request all members who fall under this regulation to communicate to me their withdrawal from the Society. Heil Hitler![72]
6. ↑  При этом сам Дебай считал появление ядерного оружия невероятным, а сами работы в этом направлении — лишь способом выудить у немецкой армии деньги на фундаментальные исследования[76].
7. ↑  В разговоре с агентом ФБР Эйнштейн негативно отзывался о Дебае как человеке. Возможно, здесь сказалось то, что голландский физик был хорошо осведомлён о некоторых обстоятельствах личной жизни Эйнштейна. Другие коллеги (особенно те, кто ближе знал Дебая) давали ему совсем иную характеристику. Так, Джеймс Франк (тоже еврей-эмигрант) назвал Дебая «человеком высоких качеств и высоких идеалов»[80].
8. ↑  Как заметил Филип Болл, «это, возможно, первое за всё время предположение, что публичные проявления антисемитизма могли плохо сказаться на ваших перспективах в нацистской Германии»[87]. По его мнению, «Эйкхофф облачает значительный объём ценного материала в форму популярной психологии, более озабоченной конструированием фиктивной мотивации для своего объекта [т.е. Дебая], чем изложением фактов во всей их неоднозначности и неокончательности»[88].